# Белколодезь
Белоколодезь (Белколодезь) — река в России, протекает в Тульской области. Впадает в Шатское водохранилище. Длина реки составляет 6,7 км, площадь водосборного бассейна 65,8 км².

## География
Река Белколодезь берёт начало у деревни Кукуй Новомосковского района. Течёт на запад и впадает Шатское водохранилище, образуя залив. У реки два крупных притока: Ольховка (левый) и Аселок (правый).

## Данные водного реестра
По данным государственного водного реестра России относится к Окскому бассейновому округу, водохозяйственный участок реки — Упа от истока и до устья, речной подбассейн реки — Бассейны притоков Оки до впадения Мокши. Речной бассейн реки — Ока.
По данным геоинформационной системы водохозяйственного районирования территории РФ, подготовленной Федеральным агентством водных ресурсов:
- Код водного объекта в государственном водном реестре — 09010100312110000019083
- Код по гидрологической изученности (ГИ) — 110001908
- Код бассейна — 09.01.01.003
- Номер тома по ГИ — 10
- Выпуск по ГИ — 0